# Прайс, Джеймс
Джеймс Прайс или Прейс (настоящая фамилия — Хиггинботэм) (англ. James Price; 1752, Лондон — 3 августа 1783, Гилфорд) — английский химик и алхимик. Доктор медицины.

## Биография
Окончил Оксфордский университет. В 25 лет стал магистром. В 1778 году стал доктором медицины за работы в области химии. В 1781 году, в возрасте 29 лет, принят в члены Лондонского королевского общества.
Известен многими химическими опытами. В 1782 году объявил о нахождении им философского камня и об открытии способа получения золота и серебра из неблагородных металлов путём смешивания буры, селитры и красного или белого порошков его собственного изобретения. Смешивание с красным порошком приводит к образованию золота; белого порошка — серебра. Семь раз выступал с публичными демонстрациями. Некоторое количество золота, произведенного в ходе его экспериментов было представлено королю Великобритании Георгу III. Результаты экспериментов были опубликованы с большим успехом.
По предложению Королевского общества повторить свои опыты публично при членах общества попытался провести их и ввиду неудачи отравился синильной кислотой.
Оставил сочинение: «An account of some experiments on mercury silver and gold, made in Guilford in May 1782 in the laboratory of James Price».